# Postflickorna
Postflickorna var en svensk damkör med ett 30-tal medlemmar som startades av Tord Wetterberg och fick flera skivframgångar på 1950-talet. Kören fick namnet Postflickorna då de alla arbetade på Postsparbanken i Stockholm. Bland medlemmarna i kören fanns Ingert Hoffman och Inga Sweyert som sedan blev soloartister. Kören gav sammanlagt ut ett tiotal skivor.

## Diskografi i urval
- Gärdebylåten (1953)
- Stockholmslåten (1955)
- Fiolen min/Lillguts vise